# Grammophon Orchester
Das Grammophon Orchester ist ein deutsches Orchester aus Regensburg, das Unterhaltungsmusik der 1920er bis 1940er Jahre spielt. Es ist nicht zu verwechseln mit Orchestern anderer Herkunft, die den gleichen oder ähnliche Namen tragen.

## Geschichte
Die Formation wurde im Herbst 1994 durch Franz Grabmaier, der als Schüler bei den Regensburger Domspatzen sang, Gerhard Putz und Wilhelm Wittmann gegründet. Zum ursprünglichen Ensemble zählten acht Mitglieder. Nach und nach kamen weitere Mitglieder hinzu, es kam zu Umbesetzungen und Mitte der 2000er Jahre hatte sich nach eigenen Angaben eine Idealbesetzung zusammengefunden.
Zu sehen war das Orchester vorwiegend bei Auftritten im bayerischen Raum, unter anderem im Rahmen von Benefizveranstaltungen mit Fred Bertelmann und Johannes Heesters. 2002 nahm die Formation am deutschen Vorentscheidung für den Grand Prix der Volksmusik 2002 teil und belegte mit dem Titel Ich fahr’ mit meiner Biene den 8. Platz. Erwähnenswert ist, dass das Ensemble die frühere Schlagersängerin Magda Hain in einem Regensburger Altenheim auffand.

## Diskografie
- 1999: Wir machen Musik
- 2004: Ein Tässchen Kaffee

## Auszeichnungen
- 2007: Kulturpreis des Bezirks Oberpfalz in der Kategorie Unterhaltungsmusik[4]